# فيليكا ديميركا (كيييفسكا)
فيليكا ديميركا (Велика Димерка) هي مدينة في مقاطعة كيييفسكا في أوكرانيا.
يبلغ عدد سكانها حوالي 9592 نسمة.